# クリミナル・タウン
『クリミナル・タウン』（November Criminals）は、2017年のアメリカ合衆国の青春サスペンス映画。
監督はサーシャ・ガヴァシ、出演はアンセル・エルゴートとクロエ・グレース・モレッツなど。
ティーンエイジャーを主役に描いたノワール小説として高い評価を受けたサム・マンソンの同名小説を映画化。

## ストーリー
ワシントンD.C.に暮らす平凡な高校生アディソンの親友のケヴィンが何者かに殺された。警察は事件がチンピラの黒人少年が麻薬を巡るギャング同士の抗争に巻き込まれたものであり、犯人は組織内で始末されたとして、早々に捜査を打ち切ってしまう。
だが、ケヴィンが優等生であることを知るアディソンは彼が麻薬に関わって殺されたなどありえないと疑問を抱き、恋人未満の幼なじみのフィービーと共に事件の真相を暴き、ケヴィンの名誉を回復しようとする。しかし、警察は彼らの証言を全く取り合わず、学校は大学への推薦状を餌に牽制するなど、まるで街中が事件をなかったことにしようとしているかのような雰囲気であった。
それでも、独自に調査を進めていくアディソンとフィービーは様々なピンチを乗り越えて、何とか事件の鍵を握るケヴィンの元同級生ノエルのもとにたどり着くのだが、アディソンは情報提供と引き換えに麻薬の運び屋を持ちかけられてしまう。

## キャスト
- アディソン・シャクト: アンセル・エルゴート
- フィービー（デッガー）・ゼレニー: クロエ・グレース・モレッツ
- テオ・シャクト: デヴィッド・ストラザーン - アディソンの父。
- フィオナ・ゼレニー: キャサリン・キーナー - フィービーの母。
- カールスタッド校長: テリー・キニー
- Dキャッシュ: コリー・ハードリクト（英語版）
- マイク・ロリナー: フィリップ・エッティンガー
- ノエル: ダニー・フラハティ - ケヴィンの元同級生。
- ブローダス氏: ヴィクター・ウィリアムズ（英語版） - ケヴィンの父。
- ブローダス夫人: オパル・アラディン - ケヴィンの母。
- アレックス・ファウストナー: テッサ・アルバートソン（英語版）
- ケヴィン・ブローダス: ジャレッド・ケンプ - アディソンの親友。